# Die Quelle
Die Quelle (ty. "Källan") är det andra albumet med den svenska synthpop-gruppen Tyskarna från Lund, det kom ut 2004. Skivan mottogs med blandade reaktioner hos recensenterna, som tvekade huruvida detta var en parodi (som det första albumet) eller en "seriös" skiva. 
Skivans namn kan vara en referens till en lärobok i tyska med samma namn, vanlig i svenska grundskolor under 1980-talet.
Förutom Kraftwerk märks bland inspiratörerna speciellt tidiga Depeche Mode och Gary Numan.

## Låtlista
1. Partypooper
2. Liebe
3. Electric Cowboy
4. Kniven, gaffeln, skeden
5. Comyounicate
6. Otro (Interlude)
7. The Farmer
8. Euro
9. Latin Lover
10. The Girl U Want
11. Gastropod
12. Espionage Industrial
13. The Solo
14. The Lord and His Angels
15. An der schönen, blauen Ruhr - Outro
16. Achtung X-Mas! (Playmakers Five Sharp Remix)